# Llista de monuments de Blanes
Llista de monuments de Blanes inclosos en l'Inventari del Patrimoni Arquitectònic de Catalunya per al municipi de Blanes (Selva). Inclou els inscrits en el Registre de Béns Culturals d'Interès Nacional (BCIN) amb les classificacions de monument històric i jardí històric, els béns culturals d'interès local (BCIL) de caràcter immoble i la resta de béns arquitectònics integrants del patrimoni cultural català.
| Monument                                  | Protecció       | Estil/època                        | Localització                                                     | Coordenades                                          | Codi?         | Imatge |
| ----------------------------------------- | --------------- | ---------------------------------- | ---------------------------------------------------------------- | ---------------------------------------------------- | ------------- | --- |
| Castell de Sant Joan                      | BCIN 551-MH     | Romànic XII                        | Blanes Turó de Sant Joan                                         | 41° 40′ 44″ N, 2° 47′ 54″ E / 41.679011°N,2.798299°E | RI-51-0005812 | Castell de Sant Joan (Blanes) · Vegeu més fotos d'aquest monument · Carregueu una nova foto d'aquest monument                     |
| Castell palau dels Vescomtes de Cabrera   | BCIN 552-MH     | Gòtic XIV-XVII, XX                 | Blanes Pl. de l'Església                                         | 41° 40′ 33″ N, 2° 47′ 34″ E / 41.675876°N,2.792890°E | RI-51-0005813 | Castell palau dels Vescomtes de Cabrera (Blanes) · Vegeu més fotos d'aquest monument · Carregueu una nova foto d'aquest monument  |
| Ermita i torre de Santa Bàrbara           | BCIN 553-MH     | Obra popular XVI, XVIII, XX        | Blanes Pg. de Santa Bàrbara, Turó de Santa Bàrbara               | 41° 40′ 56″ N, 2° 48′ 03″ E / 41.682087°N,2.800896°E | RI-51-0005814 | Ermita i torre de Santa Bàrbara (Blanes) · Vegeu més fotos d'aquest monument · Carregueu una nova foto d'aquest monument          |
| Jardí Mar i Murtra                        | BCIN 1936-JH    | Noucentisme XX                     | Blanes Pg. Carles Faust                                          | 41° 40′ 36″ N, 2° 48′ 07″ E / 41.676667°N,2.801944°E | RI-52-0000047 | Jardí Mar i Murtra (Blanes) · Vegeu més fotos d'aquest monument · Carregueu una nova foto d'aquest monument                       |
| Font gòtica                               | BCIN 4282-MH-EN | Gòtic XV                           | Blanes C. Ample                                                  | 41° 40′ 30″ N, 2° 47′ 30″ E / 41.674936°N,2.791692°E | IPA-26676     | Font gòtica (Blanes) · Vegeu més fotos d'aquest monument · Carregueu una nova foto d'aquest monument                              |
| Església parroquial de Santa Maria        |                 | Gòtic XIV, XV                      | Blanes Pl. de l'Església                                         | 41° 40′ 34″ N, 2° 47′ 34″ E / 41.67598°N,2.7927°E    | IPA-26659     | Església parroquial de Santa Maria (Blanes) · Vegeu més fotos d'aquest monument · Carregueu una nova foto d'aquest monument       |
| Ermita de Nostra Senyora de l'Antiga      | BCIL 2010       | Obra popular XVIII, XX             | Blanes C. Antiga                                                 | 41° 40′ 29″ N, 2° 47′ 22″ E / 41.67475°N,2.78934°E   | IPA-26660     | Ermita de Nostra Senyora de l'Antiga (Blanes) · Vegeu més fotos d'aquest monument · Carregueu una nova foto d'aquest monument     |
| Ermita de la Mare de Déu de l'Esperança   | BCIL 2010       | Obra popular XVII                  | Blanes C. Nostra Sra. de l'Esperança, 67 - c. J. Roig i Raventós | 41° 40′ 33″ N, 2° 47′ 45″ E / 41.67595°N,2.79572°E   | IPA-26661     | Ermita de la Mare de Déu de l'Esperança (Blanes) · Vegeu més fotos d'aquest monument · Carregueu una nova foto d'aquest monument  |
| Ermita de Sant Francesc                   | BCIL 2010       | Obra popular XVII, XIX             | Blanes C. de l'Ermita, Urbanització Cala Bona                    | 41° 40′ 41″ N, 2° 48′ 22″ E / 41.678°N,2.8061°E      | IPA-26662     | Ermita de Sant Francesc (Blanes) · Vegeu més fotos d'aquest monument · Carregueu una nova foto d'aquest monument                  |
| Capella de la Salut                       | BCIL 2010       | Obra popular XVII, XX              | Blanes C. de la Salut, 20                                        | 41° 40′ 35″ N, 2° 47′ 28″ E / 41.67645°N,2.79099°E   | IPA-26663     | Capella de la Salut (Blanes) · Vegeu més fotos d'aquest monument · Carregueu una nova foto d'aquest monument                      |
| Hospital Asil de Sant Jaume               | BCIL 2010       | Obra popular, modernisme XX (1913) | Blanes C. M. Jaume Arcelos 1                                     | 41° 40′ 33″ N, 2° 47′ 13″ E / 41.67575°N,2.78695°E   | IPA-26664     | Hospital Asil de Sant Jaume (Blanes) · Vegeu més fotos d'aquest monument · Carregueu una nova foto d'aquest monument              |
| Plaça de la Verge                         | BCIL 2010       | Obra popular XIV, XX               | Blanes Pl. de la Verge                                           | 41° 40′ 30″ N, 2° 47′ 26″ E / 41.67493°N,2.79067°E   | IPA-26665     | Plaça de la Verge (Blanes) · Vegeu més fotos d'aquest monument · Carregueu una nova foto d'aquest monument                        |
| Casa de la Vila, o Ajuntament             | BCIL 2010       | Neoclassicisme XIX                 | Blanes Pg. del Sintre, 29                                        | 41° 40′ 27″ N, 2° 47′ 31″ E / 41.67406°N,2.79197°E   | IPA-26666     | Casa de la Vila (Blanes) · Vegeu més fotos d'aquest monument · Carregueu una nova foto d'aquest monument                          |
| Casa Burcet                               | BCIL 2020       | Noucentisme XX (1930)              | Blanes C. Roig i Jalpí, 3                                        | 41° 40′ 29″ N, 2° 47′ 35″ E / 41.67464°N,2.793°E     | IPA-26667     | Casa Burcet (Blanes) · Vegeu més fotos d'aquest monument · Carregueu una nova foto d'aquest monument                              |
| Antic Hotel Núria                         | BCIL 2010       | Eclecticisme XIX                   | Blanes Pg. de Dintre, 8                                          | 41° 40′ 23″ N, 2° 47′ 28″ E / 41.67317°N,2.79119°E   | IPA-26668     | Antic Hotel Núria (Blanes) · Vegeu més fotos d'aquest monument · Carregueu una nova foto d'aquest monument                        |
| Casa del Poble                            | BCIL 2010       | Noucentisme XX                     | Blanes Pg. de Dintre, 18                                         | 41° 40′ 24″ N, 2° 47′ 30″ E / 41.6733°N,2.79155°E    | IPA-26669     | Casa del Poble (Blanes) · Vegeu més fotos d'aquest monument · Carregueu una nova foto d'aquest monument                           |
| Can Tordera                               | BCIL 2010       | Eclecticisme, modernisme XX        | Blanes Pg. de Dintre, 26                                         | 41° 40′ 25″ N, 2° 47′ 30″ E / 41.67355°N,2.79174°E   | IPA-26670     | Can Tordera (Blanes) · Vegeu més fotos d'aquest monument · Carregueu una nova foto d'aquest monument                              |
| Casa l'Amado Carreras                     | BCIL 2010       | Noucentisme XVIII, XX              | Blanes Pg. Karl Faust                                            | 41° 40′ 32″ N, 2° 48′ 05″ E / 41.67561°N,2.8015°E    | IPA-26672     | Casa l'Amado Carreras (Blanes) · Vegeu més fotos d'aquest monument · Carregueu una nova foto d'aquest monument                    |
| Casa Folguera o Can Macip                 | BCIL 2010       | Noucentisme XX (1942)              | Blanes C. Nostra Senyora de l'Esperança, 5                       | 41° 40′ 32″ N, 2° 47′ 39″ E / 41.67542°N,2.79404°E   | IPA-26673     | Casa Folguera (Blanes) · Vegeu més fotos d'aquest monument · Carregueu una nova foto d'aquest monument                            |
| Ca l'Oliveras                             | BCIL 2010       | Eclecticisme XIX                   | Blanes Pg. del Dintre, 10                                        | 41° 40′ 24″ N, 2° 47′ 28″ E / 41.67321°N,2.79123°E   | IPA-26674     | Ca l'Oliveras (Blanes) · Vegeu més fotos d'aquest monument · Carregueu una nova foto d'aquest monument                            |
| Casa Saladrigas                           | BCIL 2010       | Noucentisme XX (1920)              | Blanes Pg. de la Maestrança, 73                                  | 41° 40′ 33″ N, 2° 47′ 45″ E / 41.67573°N,2.79584°E   | IPA-26675     | Casa Saladrigas (Blanes) · Vegeu més fotos d'aquest monument · Carregueu una nova foto d'aquest monument                          |
| Font de la Mina Cristal·lina              | BCIL 2020       | Noucentisme XIX (1860)             | Blanes Pg. de Dintre, 11                                         | 41° 40′ 24″ N, 2° 47′ 28″ E / 41.67335°N,2.79111°E   | IPA-26677     | Font de la Mina Cristal·lina (Blanes) · Vegeu més fotos d'aquest monument · Carregueu una nova foto d'aquest monument             |
| Santuari de la Mare de Déu del Vilar      | BCIL 2010       | Noucentisme, barroc XVII, XX       | Blanes Turó del Vilar, a 4 km de Blanes-Hostalric                | 41° 42′ 52″ N, 2° 46′ 37″ E / 41.71438°N,2.77701°E   | IPA-26678     | Santuari de la Mare de Déu del Vilar (Blanes) · Vegeu més fotos d'aquest monument · Carregueu una nova foto d'aquest monument     |
| Ermita de Sant Joan Baptista              | BCIL 2010       | XI, XV, XX                         | Blanes Turó de Sant Joan                                         | 41° 40′ 44″ N, 2° 47′ 53″ E / 41.67884°N,2.79801°E   | IPA-26679     | Ermita de Sant Joan Baptista (Blanes) · Vegeu més fotos d'aquest monument · Carregueu una nova foto d'aquest monument             |
| Can Balliu                                | BCIL 2010       | Barroc XVII, XX                    | Blanes C. Ample                                                  | 41° 40′ 29″ N, 2° 47′ 30″ E / 41.67462°N,2.79174°E   | IPA-31281     | Can Balliu (Blanes) · Vegeu més fotos d'aquest monument · Carregueu una nova foto d'aquest monument                               |
| Can Miralbell                             | BCIL 2010       | Noucentisme XVII, XX               | Blanes C. Ample, 9                                               | 41° 40′ 28″ N, 2° 47′ 31″ E / 41.67449°N,2.79187°E   | IPA-31282     | Can Miralbell (Blanes) · Vegeu més fotos d'aquest monument · Carregueu una nova foto d'aquest monument                            |
| Can Masó o Can Manyac                     | BCIL 2010       | Obra popular XX                    | Blanes Pg. de Dintre, 2                                          | 41° 40′ 22″ N, 2° 47′ 27″ E / 41.67288°N,2.79096°E   | IPA-31283     | Can Masó (Blanes) · Vegeu més fotos d'aquest monument · Carregueu una nova foto d'aquest monument                                 |
| Ca l'Orench                               | BCIL 2010       | Noucentisme XX (1926)              | Blanes C. Ample, 34                                              | 41° 40′ 31″ N, 2° 47′ 28″ E / 41.67528°N,2.79121°E   | IPA-31284     | Ca l'Orench (Blanes) · Vegeu més fotos d'aquest monument · Carregueu una nova foto d'aquest monument                              |
| Mas Gelat                                 |                 | Obra popular, noucentisme XX       | Blanes                                                           | 41° 40′ 57″ N, 2° 46′ 12″ E / 41.68246°N,2.77013°E   | IPA-31285     | Carregueu una nova foto d'aquest monument                                                                                         |
| Llotja Vella del Peix                     |                 | Obra popular XX                    | Blanes Esplanada del port                                        | 41° 40′ 32″ N, 2° 48′ 00″ E / 41.67561°N,2.80012°E   | IPA-31286     | Llotja Vella del Peix (Blanes) · Vegeu més fotos d'aquest monument · Carregueu una nova foto d'aquest monument                    |
| Can Creus                                 | BCIL 2010       | Obra popular XVIII                 | Blanes C. Ample, 10                                              | 41° 40′ 28″ N, 2° 47′ 32″ E / 41.67445°N,2.79214°E   | IPA-31287     | Can Creus (Blanes) · Vegeu més fotos d'aquest monument · Carregueu una nova foto d'aquest monument                                |
| Can Girbau                                | BCIL 2010       | Gòtic tardà XV                     | Blanes C. Nou, 12                                                | 41° 40′ 31″ N, 2° 47′ 31″ E / 41.67526°N,2.79193°E   | IPA-31288     | Can Girbau (Blanes) · Vegeu més fotos d'aquest monument · Carregueu una nova foto d'aquest monument                               |
| Can Sicra                                 |                 | Obra popular XX                    | Blanes Pg. del Mar, 92-93                                        | 41° 40′ 33″ N, 2° 47′ 49″ E / 41.67591°N,2.797°E     | IPA-31289     | Can Sicra (Blanes) · Vegeu més fotos d'aquest monument · Carregueu una nova foto d'aquest monument                                |
| Can Rogelio Puig o Can Gallet             | BCIL 2020       | Eclecticisme XX                    | Blanes C. Esperança, 14                                          | 41° 40′ 31″ N, 2° 47′ 39″ E / 41.67536°N,2.79428°E   | IPA-31290     | Can Rogelio Puig (Blanes) · Vegeu més fotos d'aquest monument · Carregueu una nova foto d'aquest monument                         |
| Escola Vella dels Padres                  |                 | Eclecticisme XIX                   | Blanes C. de Santa Bàrbara, 1-3                                  | 41° 40′ 35″ N, 2° 47′ 28″ E / 41.67632°N,2.79112°E   | IPA-31291     | Escola Vella dels Padres (Blanes) · Vegeu més fotos d'aquest monument · Carregueu una nova foto d'aquest monument                 |
| Mas Guelo                                 |                 | Obra popular XVI, XX               | Blanes C. Mas Guelo, 5, Urb. Mas Guelo                           | 41° 41′ 00″ N, 2° 47′ 10″ E / 41.68321°N,2.78616°E   | IPA-31292     | Carregueu una nova foto d'aquest monument                                                                                         |
| Escola Municipal Joaquim Ruyra            |                 | Noucentisme XX                     | Blanes C. Menendez Núñez, 49                                     | 41° 40′ 13″ N, 2° 47′ 18″ E / 41.67036°N,2.78822°E   | IPA-31293     | Escola Municipal Joaquim Ruyra (Blanes) · Vegeu més fotos d'aquest monument · Carregueu una nova foto d'aquest monument           |
| Habitatge al passeig Cortils i Vieta, 60  |                 | Modernisme XX                      | Blanes Pg. Cortils i Vieta, 60                                   | 41° 40′ 31″ N, 2° 47′ 42″ E / 41.67532°N,2.79509°E   | IPA-31299     | Habitatge al passeig Cortils i Vieta, 60 (Blanes) · Vegeu més fotos d'aquest monument · Carregueu una nova foto d'aquest monument |
| Cementiri Municipal de Blanes             | BCIL 2010       | Obra popular XIX                   | Blanes C. Ansem Clavé - c. Santa Cecília                         | 41° 40′ 45″ N, 2° 47′ 07″ E / 41.67926°N,2.7854°E    | IPA-31300     | Cementiri Municipal (Blanes) · Vegeu més fotos d'aquest monument · Carregueu una nova foto d'aquest monument                      |
| Els Terrassans o Can Bastard              | BCIL 2010       | Obra popular XVIII                 | Blanes C. Ample, 1                                               | 41° 40′ 27″ N, 2° 47′ 32″ E / 41.6742°N,2.79217°E    | IPA-31301     | Els Terrassans (Blanes) · Vegeu més fotos d'aquest monument · Carregueu una nova foto d'aquest monument                           |
| Can Vivó                                  |                 | Obra popular XVII                  | Blanes Mas Guelo                                                 | 41° 40′ 52″ N, 2° 47′ 15″ E / 41.68124°N,2.78744°E   | IPA-31303     | Carregueu una nova foto d'aquest monument                                                                                         |
| Jardí Botànic Tropical Pinya de Rosa      |                 | XX                                 | Blanes Camí de Santa Cristina                                    | 41° 41′ 06″ N, 2° 48′ 38″ E / 41.68503°N,2.81053°E   | IPA-31304     | Jardí Botànic Tropical Pinya de Rosa (Blanes) · Vegeu més fotos d'aquest monument · Carregueu una nova foto d'aquest monument     |
| Can Ferrer del Puig                       | BCIL 2010       | Obra popular XVIII                 | Blanes C. Mas Ferrer, 3                                          | 41° 40′ 15″ N, 2° 46′ 59″ E / 41.67072°N,2.78297°E   | IPA-31305     | Can Ferrer del Puig (Blanes) · Vegeu més fotos d'aquest monument · Carregueu una nova foto d'aquest monument                      |
| ´Mas Martí                                |                 | Obra popular XVIII                 | Blanes                                                           | 41° 40′ 55″ N, 2° 47′ 03″ E / 41.68195°N,2.78412°E   | IPA-31306     | Carregueu una nova foto d'aquest monument                                                                                         |
| Mas Bassó                                 |                 | Obra popular XVIII                 | Blanes                                                           | 41° 41′ 10″ N, 2° 46′ 10″ E / 41.68623°N,2.76942°E   | IPA-31307     | Carregueu una nova foto d'aquest monument                                                                                         |
| El Convent                                | BCIL 2010       | Obra popular XVI                   | Blanes Cim de l'esperó de Santa Anna                             | 41° 40′ 29″ N, 2° 48′ 09″ E / 41.67477°N,2.80254°E   | IPA-31308     | El Convent (Blanes) · Vegeu més fotos d'aquest monument · Carregueu una nova foto d'aquest monument                               |
| Can Carbó o Can Navinés                   | BCIL 2010       | Eclecticisme XIX                   | Blanes C. del Raval, 11                                          | 41° 40′ 30″ N, 2° 47′ 25″ E / 41.675°N,2.79037°E     | IPA-31309     | Can Carbó (Blanes) · Vegeu més fotos d'aquest monument · Carregueu una nova foto d'aquest monument                                |
| Voltes del Carrer Ample                   | BCIL 2010       | Gòtic XV, XX                       | Blanes C. Ample, 20                                              | 41° 40′ 29″ N, 2° 47′ 31″ E / 41.67471°N,2.79186°E   | IPA-31311     | Voltes del carrer Ample (Blanes) · Vegeu més fotos d'aquest monument · Carregueu una nova foto d'aquest monument                  |
| Mas Montells                              |                 | Obra popular XVII, XX              | Blanes                                                           | 41° 41′ 12″ N, 2° 46′ 26″ E / 41.68672°N,2.77389°E   | IPA-31318     | Carregueu una nova foto d'aquest monument                                                                                         |
| Mas de Valldolig                          |                 | Obra popular XIV, XX               | Blanes Urbanització Valldolig, 1                                 | 41° 41′ 23″ N, 2° 47′ 50″ E / 41.68978°N,2.79717°E   | IPA-31324     | Carregueu una nova foto d'aquest monument                                                                                         |
| Creu de l'Ermita de Santa Bàrbara         |                 | Obra popular XIX                   | Blanes Darrera la muntanya de Sant Joan                          | 41° 40′ 55″ N, 2° 48′ 03″ E / 41.68203°N,2.80091°E   | IPA-33361     | Creu de l'Ermita de Santa Bàrbara (Blanes) · Vegeu més fotos d'aquest monument · Carregueu una nova foto d'aquest monument        |
| Habitatge al carrer Ample, 7              | BCIL 2010       |                                    | Blanes C. Ample, 7                                               | 41° 40′ 28″ N, 2° 47′ 31″ E / 41.674403°N,2.792008°E | IPA-43431     | Habitatge al carrer Ample, 7 (Blanes) · Vegeu més fotos d'aquest monument · Carregueu una nova foto d'aquest monument             |
| Casa d'Oms                                | BCIL 2010       |                                    | Blanes C. Ample, 11                                              | 41° 40′ 28″ N, 2° 47′ 31″ E / 41.674449°N,2.791919°E | IPA-43432     | Casa d'Oms (Blanes) · Vegeu més fotos d'aquest monument · Carregueu una nova foto d'aquest monument                               |
| Mirador de Cala sa Forcanera              | BCIL 2010       |                                    | Blanes Pg. de Carles Faust                                       | 41° 40′ 35″ N, 2° 48′ 16″ E / 41.676310°N,2.804334°E | IPA-43528     | Carregueu una nova foto d'aquest monument                                                                                         |
| Mas de s'Agüia                            | BCIL 2010       |                                    | Blanes Paratge de s'Aguia                                        |                                                      | IPA-43531     | Carregueu una nova foto d'aquest monument                                                                                         |
| Escola de la Salut, Col·legi dels Padrets | BCIL 2020       | XX                                 | Blanes C. Santa Bàrbara, 1-3                                     | 41° 40′ 35″ N, 2° 47′ 29″ E / 41.67641°N,2.79139°E   | IPA-50891     | Carregueu una nova foto d'aquest monument                                                                                         |
| Voltes del carrer Ample, 22               | BCIL 2020       | Gòtic XV, XX                       | Blanes C. Ample, 22                                              | 41° 40′ 29″ N, 2° 47′ 30″ E / 41.67478°N,2.79179°E   | IPA-50894     | Voltes del carrer Ample, 22 (Blanes) · Vegeu més fotos d'aquest monument · Carregueu una nova foto d'aquest monument              |
| Voltes del carrer Ample, 24               | BCIL 2020       | Gòtic XV, XX                       | Blanes C. Ample, 24                                              | 41° 40′ 29″ N, 2° 47′ 30″ E / 41.67483°N,2.79172°E   | IPA-50895     | Voltes del carrer Ample, 24 (Blanes) · Vegeu més fotos d'aquest monument · Carregueu una nova foto d'aquest monument              |
| Can Genís                                 | BCIL 2020       |                                    | Blanes C. Raval, 17-17B                                          | 41° 40′ 30″ N, 2° 47′ 26″ E / 41.67509°N,2.79053°E   | IPA-50896     | Can Genís (Blanes) · Vegeu més fotos d'aquest monument · Carregueu una nova foto d'aquest monument                                |
| Can Planells                              | BCIL 2020       |                                    | Blanes Pl. Verge Maria, 2                                        | 41° 40′ 30″ N, 2° 47′ 26″ E / 41.67503°N,2.79068°E   | IPA-50899     | Can Planells (Blanes) · Vegeu més fotos d'aquest monument · Carregueu una nova foto d'aquest monument                             |
| Bar Rafel                                 | BCIL 2020       |                                    | Blanes Pl. Verge Maria, 4                                        | 41° 40′ 30″ N, 2° 47′ 26″ E / 41.67495°N,2.79060°E   | IPA-50900     | Bar Rafel (Blanes) · Vegeu més fotos d'aquest monument · Carregueu una nova foto d'aquest monument                                |